# 마샤 왓타나파니크
마샤 왓타나파니크(태국어: มาช่า วัฒนพานิช, 1970년 8월 24일 ~ )는 독일계 태국의 가수, 모델, 배우이다.